# 里克·布伦森
里克·丹尼尔·布伦森（英語：Rick Daniel Brunson，1972年6月14日—），美国前职业篮球运动员。